# 地利伏单抗
地利伏单抗（INN：Diridavumab），开发代号为CR6261，是一种单克隆抗体，设计用于治疗甲型流感。该药物由强生公司旗下的杨森制药公司开发。